# Antoninek (Poznań)

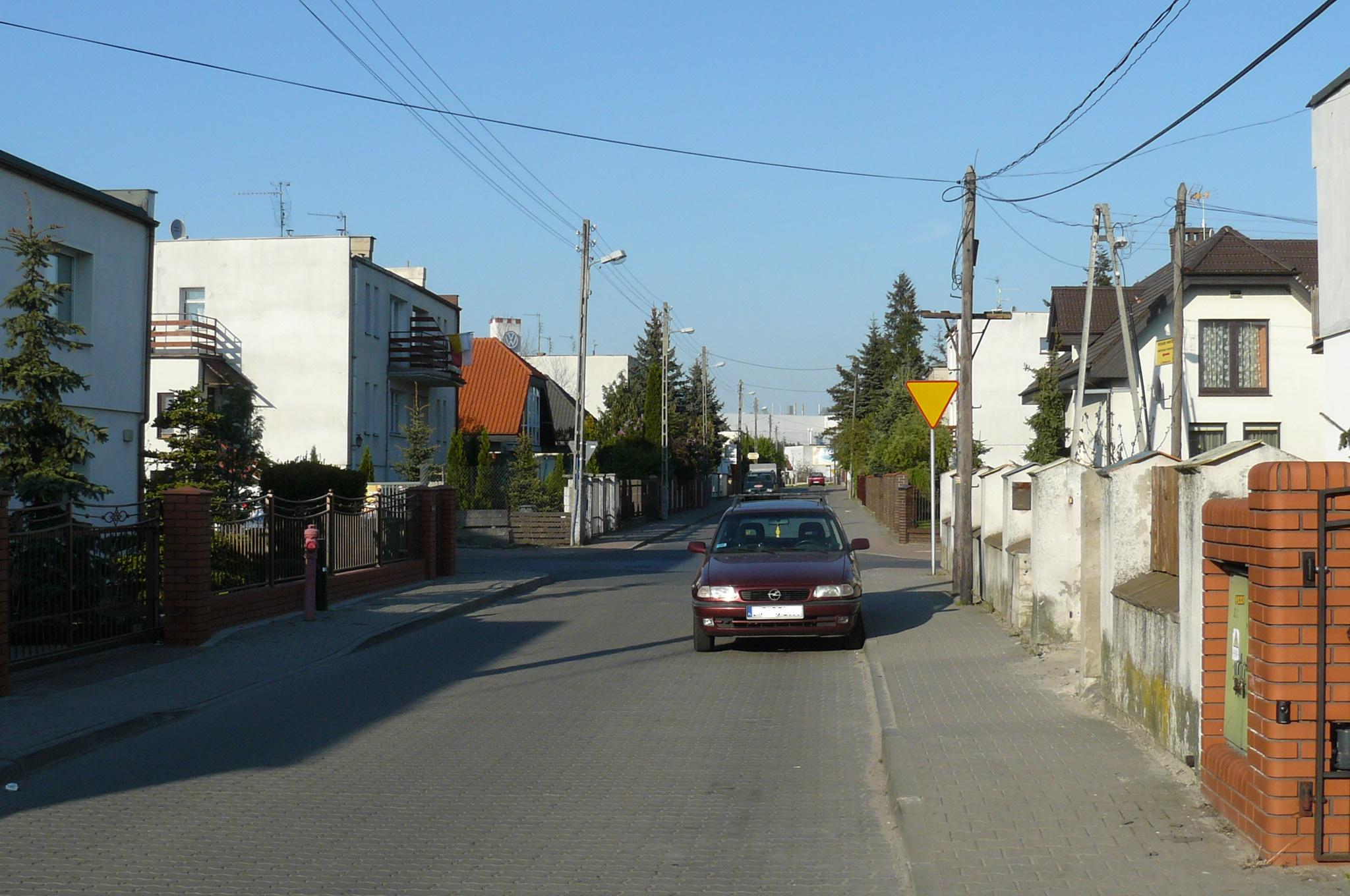
Typowa powojenna zabudowa - ul. Mścibora

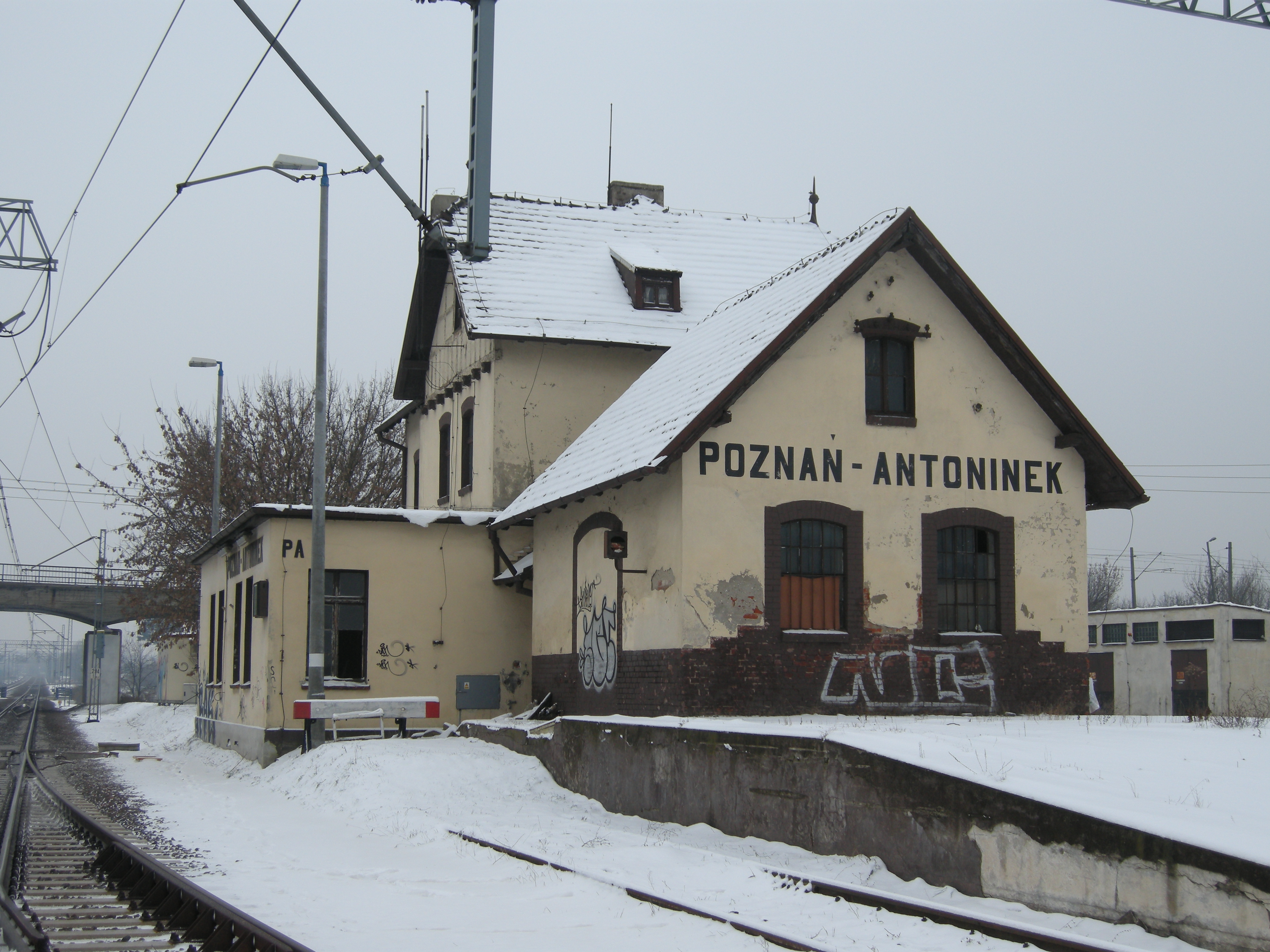
Stary budynek dworcowy Poznań Antoninek – obecnie perony przeniesiono nieco na zachód

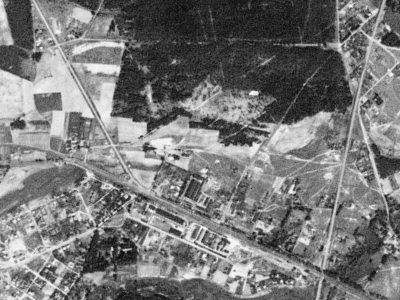
Tereny Antoninka, w tym dzisiejszych zakładów Volkswagena i wiaduktu Antoninek, 1965 r.

Antoninek – osiedle mieszkaniowe w Poznaniu w Osiedlu Antoninek-Zieliniec-Kobylepole. W granice miasta zostało włączone w 1940 roku.
Osiedle dzieli się na Antoninek Górny oraz Antoninek Dolny. Od 1 stycznia 2011 obie części zarządzane są przez Radę Osiedla Antoninek-Zieliniec-Kobylepole.

## Położenie
Położone jest pomiędzy ul. Warszawską (wylotowa droga na Konin i Warszawę oraz droga krajowa nr 92 – od Wiaduktu Antoninek na wschód) a cybińskim klinem zieleni na południu nad strumieniem Szklarka (prawy dopływ Cybiny).
Na południe od obszaru zabudowanego, w obrębie lasów cybińskiego klina zieleni znajduje się leśniczówka Antoninek. Od wschodu w kierunku południowo-zachodnim na rzece Cybina zlokalizowane są trzy sztuczne akweny. Są to kolejno idąc w dół rzeki: Staw Antoninek, Młyński oraz (większa część w Kobylepolu) Staw Browarny.

## Zabudowa
Dominuje zabudowa jednorodzinna (zlokalizowane są trzy blokowiska), we wschodniej części znajduje się Huta Szkła Antoninek powstała w 1933 roku i dawna stacja kolejowa Poznań Antoninek, przeniesiona obecnie bliżej ul. Światopełka. Na północ od ul. Warszawskiej, naprzeciwko huty znajduje się fabryka samochodów należąca obecnie do koncernu samochodowego Volkswagen, która powstała w maju 1953 roku jako Wielkopolskie Zakłady Naprawy Samochodów, a od 1 lipca 1975 roku Fabryka Samochodów Rolniczych „Polmo” w Poznaniu. Zakład ten zasłynął z produkcji samochodów Tarpan (ze względu na swoje położenie tereny wokół fabryki są niekiedy wydzielane w część miasta nazywaną Główieniec).

## Historia i toponimia
Nazwy ulic na terenie osiedla nawiązują do imion słowiańskich. Nadano je na fali zamiłowania slawistycznego i olbrzymiej roli Poznania w kształtowaniu polskiej myśli zachodniej po II wojnie światowej. Łącznie w 1945 nazwano tutaj w ten sposób 27 ulic, a następnie nazwy jeszcze uzupełniano lub zmieniano ich pisownię (np. w 1979 ul. Gorysława zmieniono na Gorzysława).
W latach 1954–1990 Antoninek należał do dzielnicy Nowe Miasto. W 1945 okoliczne lasy były miejscem zwożenia i wysadzania min, amunicji i niewypałów z całego miasta. Miesięcznie likwidowano tutaj średnio około 8000 min, 3000 pocisków przeciwpancernych, 1500 granatów ręcznych i 55.000 wszelkich innych pocisków.
W 1992 r. utworzono jednostkę pomocniczą miasta Osiedle Antoninek-Zieliniec-Kobylepole. W 2005 r. z jednostki wydzielono Osiedle Antoninek Dolny. W 2005 r. do Osiedla Antoninek-Zieliniec-Kobylepole przyłączono las nad Jeziorem Swarzędzkim między Zielińcem a Gruszczynem. W 2010 r. przeprowadzono w Poznaniu tzw. reformę funkcjonalną jednostek pomocniczych i połączono 1 stycznia 2011 r. oba osiedla Antoninek Dolny i Antoninek-Zieliniec-Kobylepole w jedno Osiedle Antoninek-Zieliniec-Kobylepole, do którego przyłączono także tereny leśne w kierunku ul. Gnieźnieńskiej, obszar między Antoninkiem a Jeziorem Maltańskim, tereny leśne między Nową Wsią a Michałowem.

## Komunikacja
Komunikację autobusową zapewniają linie dzienne 157, 166 i 416 oraz nocna 222, a także linie 152 oraz 425 przebiegająca przez Kobylepole do Swarzędza-Nowej Wsi. Komunikację tramwajową (tylko do „dolnej” części osiedla) zapewniają natomiast linie 6 i 8, zawracające na pętli „Miłostowo”, która nazwę zawdzięcza zlokalizowanemu obok cmentarzowi miłostowskiemu. Operatorem linii jest MPK Poznań.